# Astyochia colada
Astyochia colada är en fjärilsart som beskrevs av Druce 1893. Astyochia colada ingår i släktet Astyochia och familjen mätare. Inga underarter finns listade i Catalogue of Life.